# Ромадин, Виталий Петрович
Виталий Петрович Рома́дин (1898—1977) — советский учёный в области энергетики, доктор технических наук, профессор, лауреат Сталинской премии второй степени (1950).

## Биография
Родился в 1898 году в селе Сарап (ныне Рязанская область) в крестьянской семье (установить точное местонахождение этого населённого пункта не удалось).
Окончил среднюю школу в Данкове (1918) и поступил в МВТУ, где с перерывами учился до 1927 года. Работал в Энергострое.
В 1929 году командирован в Париж и Берлин для работы в Торгпредстве по заказам энергетического оборудования для советских электростанций. После возвращения (1930) принимал участие в строительстве и пуске Сталинградской ГРЭС.
В 1932—1937 годы работал в Теплоэлектропроекте.
С 1937 года старший научный сотрудник Всесоюзного теплотехнического института, где создал и 12 лет возглавлял топочную лабораторию, уделяя особое внимание вопросам пылеприготовления и пылесжигания.
В 1947 году защитил докторскую диссертацию «Определение производительности шаровых барабанных мельниц на базе кинетики размола».
В 1949 — 1960 годы главный инженер ВТИ.
В 1960 году состоянию здоровья перешёл на должность научного консультанта в лабораторию сжигания твердого топлива, где работал до 1974 года.
По совместительству в 1930—1932 годы преподавал в вузе при Мосэнерго. С 1932 года доцент, с 1938 года профессор МЭИ имени В. М. Молотова, читал курс «топливо и топки».
Скоропостижно умер 2 декабря 1977 года

## Признание
- Сталинская премия второй степени (1950) — за создание им внедрение в производство шахтно-мельничных топок.
- заслуженный деятель науки и техники РСФСР (1971).

Сочинения
- Работа и конструкция экранных поверхностей пылесжигающей топки : учеб. пособие для втузов / В. П. Ромадин. — Л. : Энергоиздат, 1933. — 143 с.
- Пылеприготовление и пылесожигание… [Текст] : Учеб. пособие для энергет. втузов / Инж. В. П. Ромадин. — Москва ; Ленинград : ОНТИ. Глав. ред. энергет. лит., 1936. — 386 с. : ил.; 26 см.
- Работа и конструкция экранных поверхностей пылесжигающей топки [Текст] : [Учеб. пособие для втузов НКТП] / Инж. В. П. Ромадин. — [Москва]; [Ленинград] : Энергоиздат, 1933 (Л. : тип. им. Евг. Соколовой). — Обл., 142 с. : ил.; 20х13 см.
- Пылеприготовление [Текст]. — Москва ; Ленинград : Госэнергоиздат, 1953. — 519 с. : ил.; 24 см.
- Энергетическое использование атомной энергии [Текст] : Доп. и переработ. стенограмма публичных лекций… / Лауреат Сталинской премии д-р техн. наук В. П. Ромадин. — Москва : Знание, 1955. — 48 с. : ил.; 20 см.
- Пылеприготовление и пылесожигание [Текст] : Утв. Глав. упр. учеб. заведениями НКТП в качестве учеб. пособия для энергетич. втузов / Инж. В. П. Ромадин, доц. Моск. энергетич. ин-та им. Молотова. — Москва ; Онти ; Ленинград : Глав. ред. энергетич. лит-ры, 1936 (Л. : тип. им. Евг. Соколовой). — Переплет, 386 с. : ил.; 26х18 см.
- Топки ВТИ с высоким шлакоулавливанием [Текст] / Ю. Л. Маршак, В. П. Ромадин. — Москва ; Ленинград : Госэнергоиздат, 1958. — 96 с. : ил.; 26 см.